# Oralsex
Oralsex (mundsex) er sex udført med mund og tunge på især kønsorganerne. Stimulering af vulva, penis, anus kaldes hhv. for cunnilingus, fellatio, anilingus. Gensidig oral stimulation kaldes "69" efter stillingens lighed med tallet.